# میکروفون سهمی‌وار

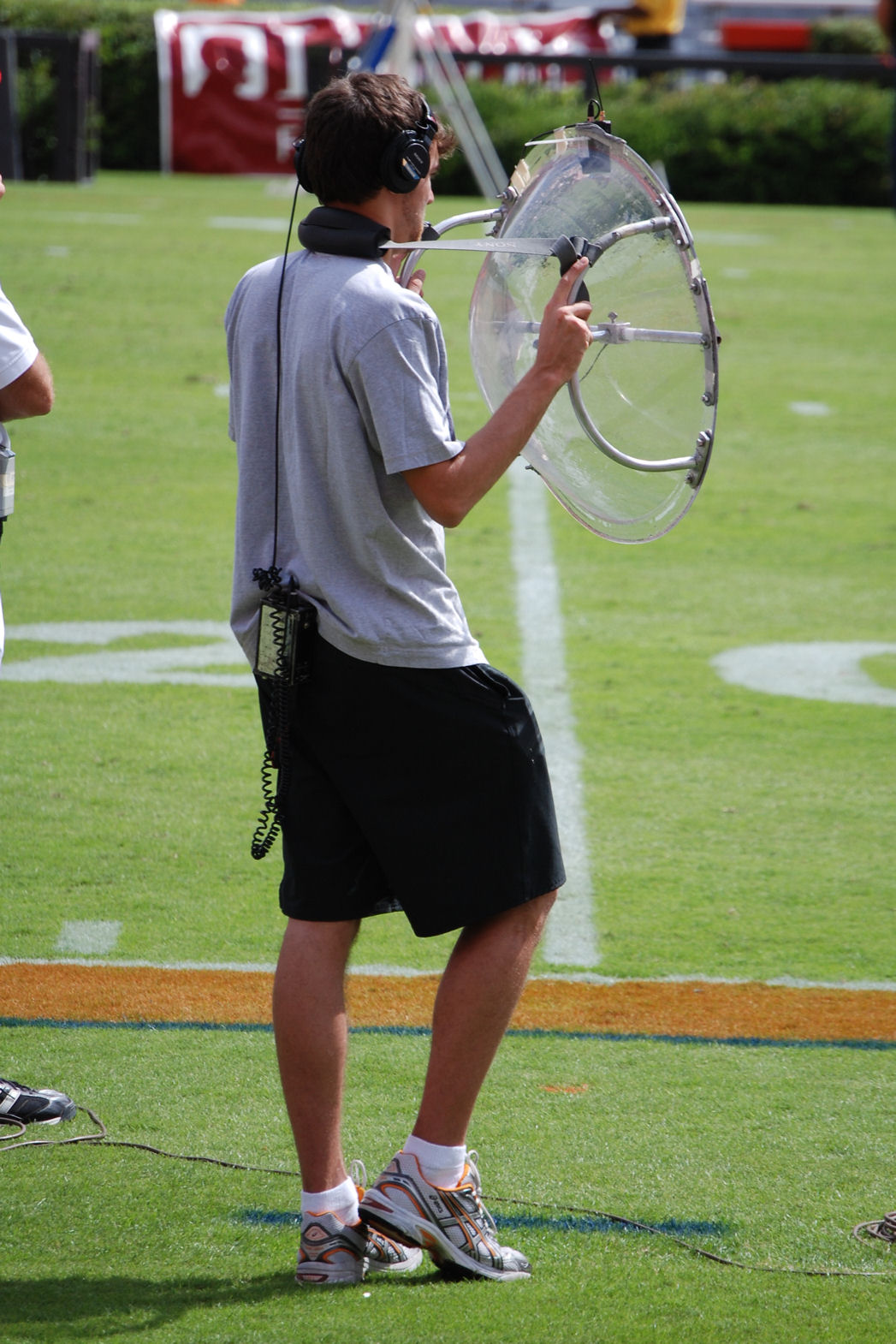
میکروفن سهمی وار که در بازی فوتبال یک کالج در آمریکا استفاده شده.

میکروفن سهمی‌وار (به انگلیسی: Parabolic microphone) میکروفونی است که از یک منعکس‌کننده‌ی سهمی‌وار برای تجمع و متمرکز کردن امواج صدا بر روی گیرنده (شبیه کاری که آنتن‌های سهمی‌وار برای مثال بشقاب‌های ماهواره برای امواج رادیویی انجام می‌دهند) استفاده می‌کند. نوعی از این میکروفن که می‌تواند صداها را از چندین متر دورتر دریافت کند برای کارهایی از جمله ضبط صدای طبیعت، صدای میدان برای گزارش‌های ورزشی، استراق سمع، مسائل قانونی و حتی جاسوسی استفاده می‌شود.
میکروفون‌های سهمی‌وار عموماً برای ضبط متعارف صدا استفاده نمی‌شوند چون پاسخ آنها به فرکانس‌های پایین ضعیف است که یک اثر جانبی در طراحی آن‌هاست که نتیجه مستقیم قوانین فیزیکی است که بر امواج صوتی حاکم‌اند.
بشقاب‌های سهمی‌وار می‌توانند تنها امواجی با طول موج خیلی کوچک‌تر از قطر سهمی را متمرکز کنند. از آنجایی که امواج صوتی با سرعت ۳۴۰٫۲۹ متر بر ثانیه در هوا حرکت می‌کنند؛ به دست آوردن اصوات وفادار یا همان Hi-Fi (حدود ۲۰ هرتز یا همان آستانه شنوایی انسان) نیاز به بشقاب سهمی‌وار به قطر بیش از ۳۴۲÷۲۰=۱۷ متر دارد!